# Meyhen (Naumburg)
Meyhen ist ein Ortsteil von Naumburg (Saale) und liegt im Burgenlandkreis in Sachsen-Anhalt. Er hat 160 Einwohner (Stand: Januar 2020).

## Lage
Meyhen liegt etwa 7 Kilometer vor Naumburg und etwa 9 Kilometer vor der Autobahnanschlussstelle Osterfeld.

## Geschichte
Erstmals wurde der Ort Meyhen im Jahre 1350 urkundlich erwähnt. Vorausgegangen ist vermutlich im 12. Jahrhundert der Bau eines burgähnlichen Gutes. Im 14. Jahrhundert verlor das Gut an wirtschaftlicher Bedeutung und es begann die städtebauliche Entwicklung. Im Jahr 1580 wird die romanische Dorfkirche Meyhen nach witterungsbedingten Schäden neu errichtet.
Das Dorf wurde im 18. und 19. Jahrhundert umfangreich erweitert. 1819 hatte Meyhen etwa 200 Einwohner und bestand aus 36 Gehöften. Da sich das Gebiet stark zur Landwirtschaft hin wandelte, entstanden in Meyhen zahlreiche Stallungen und große Hallen. Ab 1990 fand abermals ein regionaler Strukturwandel statt und von nun an beherbergen die ehemals landwirtschaftlich genutzten Gebäude neu gegründete Handwerksbetriebe. 1991 wurde Meyhen, das ab dem 1. Juli 1950 bis dahin zur selbständigen Gemeinde Wettaburg gehörte, gemeinsam mit Wettaburg in die Stadt Naumburg eingegliedert.